# Wojna o sukcesję w Landshut (1504–1505)
Wojna o sukcesję w Landshut, zatarg bawarski („Bayrische Fehde“) – spór o sukcesję w Bawarii-Landshut po śmierci ostatniego władcy tego regionu, księcia Jerzego Bogatego, który nie pozostawił po sobie męskiego potomka. Konflikt toczył się w latach 1504–1505.
Jerzy, ożeniony z polską księżną Jadwigą, nie doczekawszy się męskiego potomka spisał przed śmiercią (14 września 1496) testament, w którym dziedzictwo przekazał swojej córce Elżbiecie i w przypadku urodzenia przez nią synów także jej męskim potomkom. Decyzja została oprotestowana przez księcia Albrechta IV von Bayern-München. Konflikt rozgorzał po śmierci Jerzego (1 grudnia 1503). Książę na krótko przed dokonaniem żywota zdążył jeszcze mianować namiestnikiem państwa małżonka Elżbiety, byłego biskupa Rupperta. W sporze władców bawarskich z Ruppertem udział w roli pośrednika wziął król Maksymilian I Habsburg, który nakłaniał obie strony do ugody. W kwietniu 1504 król przekazał Bawarczykom część spornych terenów. Decyzje rady regencyjnej nie spodobały się Elżbiecie i Ruppertowi, który na czele wojsk palatynackich zajął Landshut, Burghausen i parę innych miast. Po udzieleniu poparcia Ruppertowi przez jego ojca, palatyna Filipa, wojna rozciągnęła się na terytoria Palatynatu. Rupperta wspierali w niej m.in. władcy Francji i Czech oraz margrabia badeński, dzięki których pomocy siły palatynackie wzrosły do 30 000 ludzi.
Naprzeciwko nich Albrecht zgromadził 60 000 ludzi, oprócz Maksymiliana księcia poparł Związek Szwabski, książę Ulryk Wirtemberski, margrabia Fryderyk Starszy Hohenzollern oraz miasto Norymberga, które dało do dyspozycji 5000 ludzi.
12 czerwca 1504 Albrecht na czele 12 000 żołnierzy piechoty oraz 2000 jazdy obległ Landau an der Isar, po czym zdobył miasto po gwałtownym ostrzale z dział. 13 lipca na łąkach pod Altdorf doszło do potyczki między siłami Albrechta i Rupperta, zakończonej zwycięstwem wojsk bawarskich. Ruppert musiał wycofać się do Landshut, gdzie zmarł 20 sierpnia na czerwonkę. Wojnę kontynuowała wdowa po Ruppercie, Elżbieta.
Dnia 9 sierpnia oddziały palatynackie po oblężeniu zajęły Kufstein, a 14 dni później, po gwałtownej walce, Braunau am Inn. W Górnym Palatynacie wojska margrabiego Fryderyka zdobyły Freystadt i spustoszyły klasztor w Waldsassen, zostały jednak rozbite w starciu pod Ebnat przez wojska badeńskie. W tym czasie siły norymberskie zdobyły Lauf, Hersbruck oraz Altdorf.
Po sukcesach pod Landshut Albrecht obległ jeszcze bezskutecznie Neuburg an der Donau. W tym czasie do Palatynatu wkroczyły wojska czeskie, które 12 września 1504 zostały pobite pod Wenzenbach koło Ratyzbony przez siły Albrechta i posiłki Maksymiliana. Trzy dni później zmarła palatynka Elżbieta. W imieniu jej niepełnoletnich synów wojnę kontynuowała Rada Palatynacka, której wojskom dowodzonym przez Georga von Wisbecka udało się zdobyć Vohburg. Równocześnie wojska Maksymiliana zajęły szereg miejscowości, między innymi Kufstein. Wisbeck obległ jeszcze Monachium, jednak bezskutecznie, wobec czego zadowolić musiał się spaleniem pobliskich miejscowości (Neumarkt i Burghausen). W samym Palatynacie wojna przyniosła na tyle poważne zniszczenia, że skłoniło to wielu sąsiednich książąt do wypowiedzenia posłuszeństwa palatynowi.
30 sierpnia 1504 siły hrabiego Emicha IX von Leiningen zrównały z ziemią klasztor Limburg. Łącznie zniszczono około 300 wiosek w Palatynacie. Zniszczenia skłoniły palatyna Filipa do podjęcia rokowań. 10 września zawarto zawieszenie broni, jednak rozmowy pokojowe zakończyły się niepowodzeniem. 23 stycznia 1505 siły Wisbecka zostały pobite pod Gangkofen przez Bawarczyków. Kolejne zawieszenie broni zawarto 9 lutego. Konflikt zakończono 30 lipca 1505 podpisaniem porozumienia w Kolonii. Filip i Otto Henryk (wnukowie Jerzego) otrzymali ziemie palatynackie od górnego Dunaju przez Frankonię, aż po ziemie Górnego Palatynatu. Stolicą nowego państwa obrano Neuburg an der Donau. Do czasu uzyskania przez młodych dziedziców pełnoletniości władzę sprawował Fryderyk II Wittelsbach.